# Ladarius Green
Pour les articles homonymes, voir Green.
(en) Statistiques sur pro-football-reference
Ladarius Green, né le 29 mai 1990 à Berlin, est un joueur américain de football américain évoluant au poste de tight end.

## Biographie
Étudiant à l'université de Louisiane à Lafayette, il a joué pour les Ragin' Cajuns de la Louisiane.
Il est drafté à la 110e place (quatrième tour) par les Chargers de San Diego.